# イエローキャブ (ゲーム)
『イエローキャブ』（英語版：Kamikaze Cabbie）は、1984年に稼働したデータイーストのアーケード用ドライブアクションゲーム。
データイーストの中期の作品。タクシードライバーとなり、街中で待っている客を拾い指定された目的地まで運び、運賃を稼ぐことが目的のゲームである。今までスタンダードであった、敵の撃破やレースでゴールを目指すゲームではなく、ひたすら街中を運転することが目的であり、当時としては自由度のある珍しいゲームである。

## ゲーム内容

### システム

#### 操作方法
4方向レバー、ブレーキボタンを使用して自車を操作する。画面は4方向に自由スクロールして移動し、レバーを同方向に倒し続けると加速する。ブレーキボタンを押すか、レバーをニュートラルにすると減速する。

### ゲームルール

#### 遊び方
固定の地形の街中にある、客のいるタクシーストップの上に自車が止まると、客が乗り込む。乗り込んだ際に目的地の名称と、目的地の距離（↓16→20と必要なスクロール数）が示される。客が乗車後画面上部に表示された矢印の方向へ自車を移動させると、矢印の数字が減少し両方の数字が0になると、目的地のタクシーストップが表示されるので、その上に停車すると客が降車して、一定金額の運賃を得られる。また客が乗車中にも走行に応じて都度運賃が加算される。残機がなくなるとゲームオーバー。

#### ステージクリアと客
客は1ステージに4名いて、4名を送り届けるとステージが進み街の時間帯や季節が変化し、次の4人が出現する。ステージごとに客待ちしているタクシーストップの場所が決まっているので、郊外に客を降車させた場合場所によっては付近に全く客がいないことがある。基本的には未舗装の道路にはタクシーストップが無い。また客の乗車中にミスもしくはトラックの落とす落下物（岩、ドラム缶、土管）に当たると客が降車してしまい、タクシーストップに戻ってしまう。

#### ミス
GASがなくなる、大型車に正面から衝突もしくは追突される、空車の状態でトラックの落とす落下物（岩、ドラム缶、土管）に当たる、列車に衝突するとタクシーが爆発してミスになり1台残機が減る。ただしパワーアップ中は落下物以外はぶつかってもミスにならない。

#### 敵

##### 小型車
タクシー、パトカー、小型トラック、基本的にはぶつかってもミスにならないが、はじかれて大型車に当てられることがある。弾いて路肩にぶつける、パワーアップ状態で体当たりすると爆発して100点と運賃が100加算される。

##### 大型車
大型車は正面以外からぶつかると、自車の全体が一定時間赤く点滅してさらにぶつかるとミスになる。大型車そのものは直接破壊できないが、小型車を弾いてぶつけるかパワーアップ状態で体当たりすると破壊できる。破壊すると500点。
- タンクローリー:小型車を使って破壊すると、GASが一定量増える。ゲームを継続するために大事なテクニック。
- ロードローラー:小型車を使って破壊すると、自車の窓が赤く点滅してパワーアップ状態になる。トラックの落とす落下物以外に対して無敵になる。
- トラック:破壊しても点数が入るのみだが、後部から落下物を落とす。
- トラクター:破壊しても点数が入るのみ。

##### 列車
普段は駅に止まっているが、ランダムで隣の駅に移動する。パワーアップ状態以外でぶつかるとミス。破壊不能。

### ゲームの特徴
稼いだ料金でGASの補給ができるが、満タンにするには料金が二万近く必要なうえ給油中に真央GASが減るので、必然的にダンクローリーを破壊し続けないといけない。